# Giacomo Zanella
Pour les articles homonymes, voir Zanella.

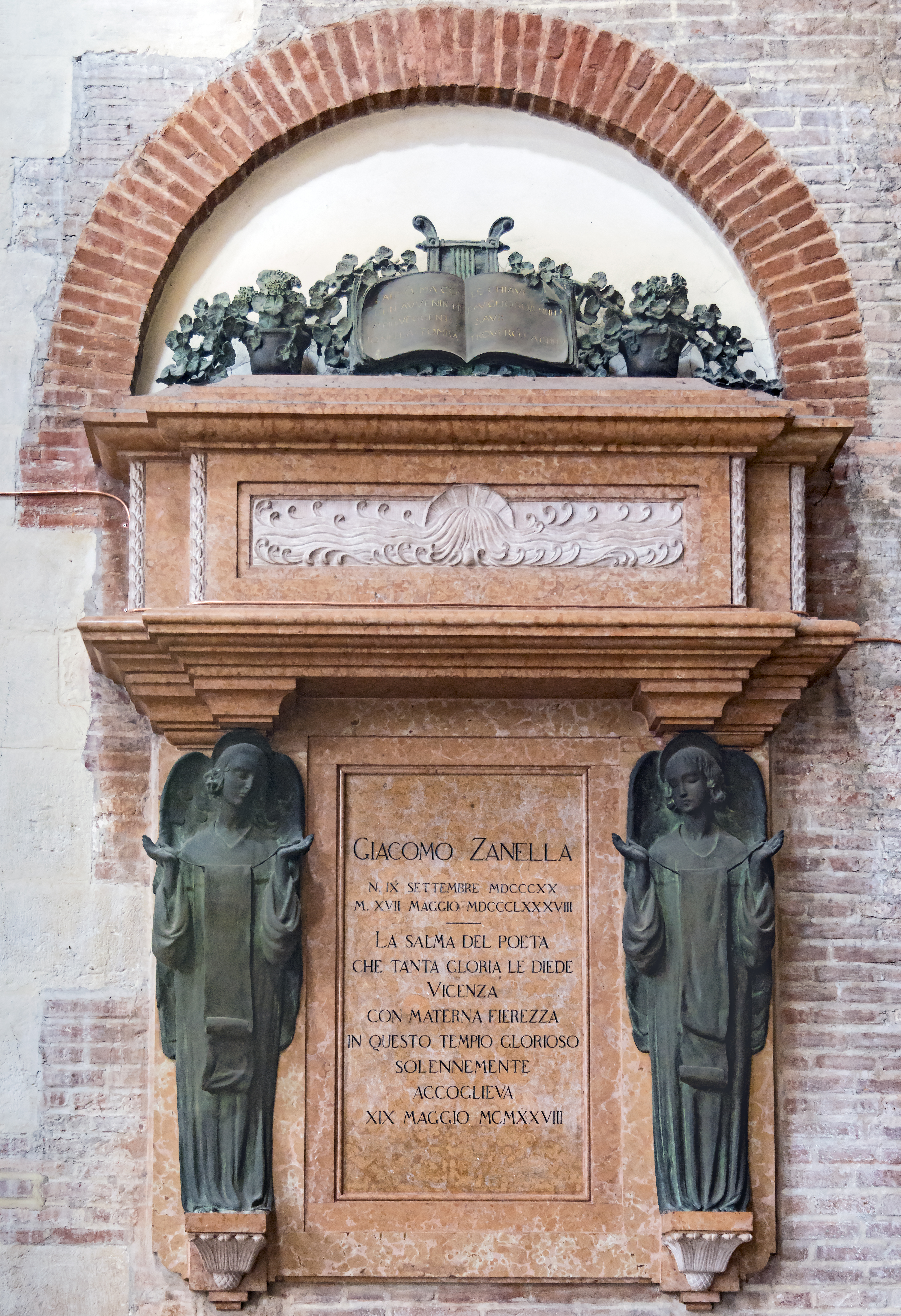
Monument de Giacomo Zanella

Giacomo Zanella (né le 9 septembre 1820 à Chiampo, dans l'actuelle province de Vicence, en Vénétie - mort le 17 mai 1888 à Cavazzale, un hameau sur le territoire de la commune de Monticello Conte Otto) était un écrivain italien et prêtre du XIXe siècle, poète, universitaire, professeur de littérature italienne à l'université de Padoue, considéré comme l'un des plus grands poètes lyriques de Vénétie.
À sa naissance, la Vénétie était sous domination autrichienne, ce qui influera sur sa position en faveur de l'indépendance et du rattachement au royaume d'Italie.

## Biographie
Giacomo Zanella fit ses études au séminaire et après son ordination, il fut professeur au lycée de Vicence de 1843 à 1853, puis à Venise de 1857 à 1858.
Après la libération de Venise, le gouvernement italien lui a conféré un professorat à la ville de Padoue. Il obtint le titre de poète à la suite de la publication de son premier volume de poésies en 1868. L'approche critique préférée de G. Zanella était cette esthétique qui reflétait son talent d'écrivain et de poète.
Son dernier volume édité contient une série de sonnets d'une rare beauté. De ses autres compositions, les plus profondes, sont relatives aux problèmes de l'existence. C'est de ses écrits philosophiques imprégnés d'une grande spiritualité qu'il réussit avec humilité à réconcilier pour un temps la science et la religion.
Giacomo Zanella était un homme large d'esprit, ardent défenseur de la liberté d'expression. Patriote et juste, il était un homme d'honneur. Sa poésie d'une très grande finesse est sans conteste une référence de la littérature italienne moderne.
Il meurt le 17 mai 1888, à l'âge de 67 ans, à Cavazzale, un hameau sur le territoire de la commune de Monticello Conte Otto, sur les berges de son fleuve natal, l'Astichello.

## Œuvres

### Poèmes
- Versi, Barbèra, Florence, 1868
- Poesie, Le Monnier, Florence, 1877
- Nuove Poesie, Segré, Florence, 1878
- Astichello e altre poesie, Hoepli, Milan, 1884
- Poesie, Florence, Le Monnier, 1888
- Poesie, Le Monnier, Florence 1894
- Poesie, Le Monnier, Florence, 1909
- Poesie e Prose, direction de E. Bettazzi, Le Monnier, Florence, 1930
- Poesie di Giacomo Zanella, Le Monnier, Florence, 1933
- Poesie scelte, introduction de Carlo Calcaterra, Turin, 1946

### Traductions
- Miles Standese de E. W. Longfellow, Hoepli, Milan, 1883
- Varie versioni poetiche di Giacomo Zanella, préface de E. Romagnoli, vol. 1-2, Le Monnier, Florence, 1921

### Essais
- Scritti Vari, Succ. Le Monnier, Florence, 1877
- Storia della letteratura italiana dalla metà del '700 ai giorni nostri, Vallardi, Milan, 1880
- Vita di Andrea Palladio, Hoepli, Milan, 1880
- Paralleli letterari. Studi, Munster, Vérone, 1885
- Della letteratura italiana nell'ultimo secolo, Lapi, Città di Castello, 1886